# Hans Lippershey
Hans Lippershey (tudi Jan Lippersheim), flamski (holandski) optik, * okoli 1570 (1587), Wesel, Nemčija, † 1619, Midelburg, Nizozemska.

## Življenje in delo
Leta 1608 je Lippershey izdelal in patentiral prvi uporabni daljnogled (refraktor). Za nekaj tednov je prehitel Metiusa. Patenta za svoj izum ni dobil, nizozemska vlada ga je le velikodušno nagradila za kopije njegove konstrukcije. Njegov daljnogled je imel trikratno povečavo. Opis inštrumenta je kmalu dobil Galilei, ki je naslednjo leto 1609 izdelal svoj primerek Galilejevega ali nizozemskega daljnogleda. Svoj izum je prikazal na vrhu zvonika sv. Marka v Benetkah. 
Morda so v Španiji poznali daljnogled že nekaj deset let prej, a so ga zaradi izrednega pomena za plovbo ohranili v tajnosti. Galilei je daljnogled kot prvi uporabil za astronomska opazovanja, ki jih je leta 1610 opisal v svojem delu Zvezdni glasnik (Sidereus Nuncius).

## Priznanja
Poimenovanja
Po njem so poimenovali asteroid 31338 Lipperhey, ki ga je okril Elst leta 1998, in krater Lippershey na Luni.